# 110e Rue
La 110e Rue (110th Street) est une rue de New York.

## Situation et accès
Située dans Manhattan, elle délimite les quartiers d'Harlem et de Central Park.
Du côté de Central Park, la zone qu'elle longe est appelée Central Park North et, à l'ouest, elle longe Cathedral Parkway.

## Origine du nom
La 110e Rue, tire son nom tout simplement de sa position dans le plan en damier de Manhattan établi en 1811. 
Le chiffre « 110 » indique sa position dans la grille est-ouest entre la 109e et la 111e Rue.

## Historique
À la fin du XIXe siècle, la rue était desservie par le chemin de fer surélevé de la Troisième Avenue. 

## Bâtiments remarquables et lieux de mémoire
- Congregation Ramath Orah
- Museum for African Art, renommé The Africa Center
- Duke Ellington Circle
- Avalon Morningside Park
- Towers on the Park Condominium
- Frederick Douglass Circle
- Cathédrale Saint-Jean le Théologien
- George Gershwin a vécu dans un appartement au coin de la 110e et d'Amsterdam Avenue, dans lequel il a composé Rhapsody in Blue.
- Arthur Miller y a passé son enfance.

### Culture populaire
À l'instar de la 96e Rue, la 110e Rue représente une frontière symbolique divisant les quartiers riches et pauvres de New York.
La rue s'est également fait connaître à travers le film de 1972 Meurtres dans la 110e Rue avec Yaphet Kotto et Anthony Quinn, ainsi que par la chanson du film Across 110th Street de Bobby Womack. La chanson a ensuite été réutilisée dans les films Jackie Brown (1997) et American Gangster (2007), ainsi que dans le jeu vidéo True Crime: New York City.
En 1969, The Thad Jones / Mel Lewis Orchestra a sorti un album de jazz intitulé Central Park North.
Dans le film Une journée en enfer, le personnage noir Zeus Carver demande à John McClane de ne pas l'ennuyer avec les activités terroristes de Simon Gruber à moins que celui-ci ne traverse la 110e Rue.
Dans L'Impasse : De la rue au pouvoir (Carlito's Way: Rise to Power, 2005), la rue, ainsi que d'autres lieux de New York, est dépeinte comme l'une des limites des territoires de distribution de drogues définies entre les bandes rivales.